# María Cienfuegos Baragaño
María Cienfuegos Baragaño (Langreo, 8 de abril de 2001), más conocida como Cienfu, es una futbolista española que juega de centrocampista.

## Trayectoria deportiva
Empezó a jugar en 2015 en la cantera del Real Oviedo,equipo donde permaneció hasta el 2020. De 2020 a 2023 jugó con el Villarreal CF Femenino, logrando el ascenso a Primera División en 2021.En la temporada 2023/24 jugó con el Sporting de Huelva.En la temporada 2024/25 volvió al Villarreal Femenino en Primera RFEF (segunda categoría nacional).

## Palmarés
- 2016 Internacional con la selección española sub-16.[6]
- 2016 Ganó una Copa Federación con el Oviedo Moderno B, filial del Real Oviedo.[7]
- 2017-2018 Campeona de liga Segunda División con el Real Oviedo.[8]
- 2018-2019 Campeona de liga y ascenso a Reto Iberdrola con el Real Oviedo.[8][9]